# Regine Olsen

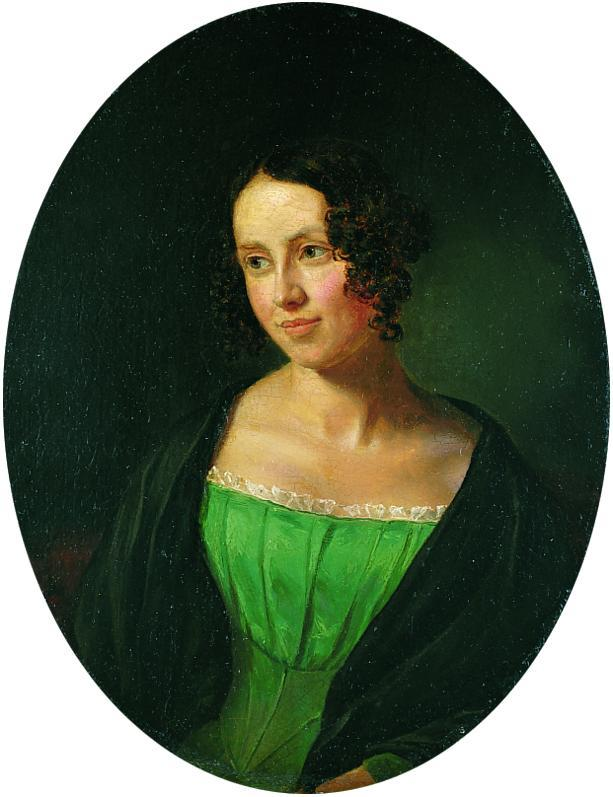
Regine Olsen 1840

Regine Olsen född 23 januari 1822, död 18 mars 1904 i Frederiksberg. Hon är mest känd för att under en kort period ha varit förlovad med den danske filosfen Søren Kierkegaard. 
1840 förlovade sig Regine med den nio år äldre danske filosofen Søren Kierkegaard. Efter drygt ett år bröt Kierkegaard förlovningen, vilket han tillbringade hela sitt författarskap med att analysera. Istället gifte hon sig med ämbetsmannen Johan Frederik Schlegel. 1855, bara några månader före Kierkegaards död, reste paret till Danska Västindien där Schlegel hade blivit utnämnd till guvernör. De återvände till Danmark 1860. Schlegel dog 1896 varefter Regine levde som änka fram till sin död 1904. Äktenskapet var barnlöst. Hon ligger begravd på Assistens Kirkegård inte långt ifrån Kierkegaards grav.